# Pippo al mare
Pippo al mare (How to Swim) è un film del 1942 diretto da Jack Kinney. È un cortometraggio animato della serie Goofy realizzato, in Technicolor, dalla Walt Disney Productions e distribuito dalla RKO Radio Pictures negli Stati Uniti il 23 ottobre 1942. 
Dal 1992 viene distribuito col titolo Impariamo a nuotare.

## Trama
Seguendo ciò che gli dice il narratore, Pippo esegue su uno sgabello i rudimenti del nuoto, per poi andare al mare nel tentativo di metterli in pratica. In seguito, seguendo lo schema rappresentato da un omino stilizzato, si tuffa da un trampolino (atterrando in una piscina vuota). Infine pratica surf usando come tavola una camera d'aria, che a un certo punto si buca per poi tendersi come un elastico. Pippo viene perciò lanciato a mo' di fionda su un isolotto con quattro sirene dalle sue fattezze, che iniziano a trattarlo come un sovrano.

## Distribuzione

### Edizione italiana
Il cortometraggio fu distribuito in Italia il 14 febbraio 1964 abbinato al film Magia d'estate. Il corto fu poi ridoppiato nel 1972 dalla C.D. per il film di montaggio Pippo olimpionico in occasione dei Giochi olimpici di Monaco. Il corto venne poi incluso, con il primo ridoppiaggio, nella VHS Pippo olimpionico uscita nel settembre 1982. Nel 1992 il corto fu nuovamente ridoppiato dalla Royfilm con le voci del Gruppo Trenta per l'inclusione nella VHS Pippo star delle olimpiadi. Tale doppiaggio venne usato nelle varie occasioni successive.

### Cinema
- Magia d'estate (14 febbraio 1964)[2][3]
- Pippo olimpionico (22 giugno 1972)[5][1][4]

### Edizioni home video

#### VHS
- Pippo olimpionico (settembre 1982)[5]
- Pippo star delle olimpiadi (aprile 1992)[6]
- Pippo follie mondiali (giugno 1998)[7]
- Il mio eroe Pippo (marzo 2004)[8]

#### DVD
- Walt Disney Treasures: Pippo, la collezione completa
- Il mio eroe Pippo
- Topolino che risate! volume 4